# NGC 6999
NGC 6999 is een lensvormig sterrenstelsel in het sterrenbeeld Microscoop. Het hemelobject werd op 19 oktober 1864 ontdekt door de Duitse astronoom Albert Marth.

## Synoniemen
- ESO 464-15
- PGC 65940